# Сент-Китс и Невис
Сент-Ки́тс и Не́вис (англ. Saint Kitts and Nevis, МФА: [seɪnt ˌkɪts ænd ˈniːvɪs]о файле), официальное название — Федера́ция Сент-Ки́тс и Не́вис (англ. Federation of Saint Kitts and Nevis), также известная как Федера́ция Сент-Кри́стофер и Не́вис (англ. Federation of Saint Christopher and Nevis) — государство в восточной части Карибского моря, состоящее из двух островов — Сент-Китса и Невиса, относящихся к Малым Антильским островам.
Площадь страны — 261 км². население — 54 341 человек (2022). Столица Бастер расположена на острове Сент-Китс.
Является членом Содружества наций, возглавляемого королём Великобритании.
С востока граничит с Антигуа и Барбуда, с юго-востока — с Монтсерратом (заморская территория Великобритании), на северо-западе — с Синт-Эстатиус (специальный муниципалитет Нидерландов), на севере — с Сен-Бартельми (заморская община Франции). Все границы морские.
Общая протяжённость береговой линии — 135 км. Официальный язык — английский.
Член ООН, ОАГ, ВТО.

## История
Коренными жителями острова Сент-Китс были карибы, населявшие его до прибытия европейцев. Остров, наряду с соседним Невисом, был открыт Христофором Колумбом в 1493 году во время его второй экспедиции в Новый Свет. Однако испанцы не стали колонизировать эти земли, оставив их без внимания.
В 1623 году на Сент-Кристофере (старое название Сент-Китса) основано английское поселение (первое в Вест-Индии); в 1624 году — французское. С 1625 года вместе с островом Барбадос — колония Великобритании, ставшая для неё базой завоевания других островов региона, за что её называли «матерью английских колоний в Вест-Индии». На северо-западе острова, на высотах, располагается хорошо сохранившаяся крепость Бримстоун, которую называют «Гибралтар Карибского моря».
В 1626 году совместные франко-английские карательные силы устроили резню местного индейского населения, уничтожив до 4000 человек в долине реки, прозванной в этой связи Кровавой.
В 1629 году во время Англо-испанской войны произошло Сражение за Сент-Китс.
С XVII века между Великобританией и Францией шла борьба за обладание островами (при французах Сент-Китс некоторое время номинально принадлежал Мальтийскому ордену в ходе госпитальерской колонизации Америки), пока, наконец, по Версальскому договору 1783 года они окончательно не перешли под власть англичан.
С 1871 года острова входили в состав английской колонии Сент-Кристофер-Невис-Ангилья, а в 1958—1962 годах — Вест-Индской федерации.
В 1967 году Сент-Китс, Невис и Ангилья получили статус ассоциированного с Великобританией государства с внутренним самоуправлением. Вопросы внешней политики и обороны оставались в компетенции Великобритании. В 1967–1969 годах, во время правительства премьера Роберта Брэдшоу, жители Ангильи проголосовали о выходе из федерации в одностороннем порядке и провозглашении независимой республики. После вторжения британских войск в марте 1969 года Ангилья была формально возвращена под контроль Сент-Китса и Невиса до 1980 года, когда она официально стала отдельной территорией.
С 19 сентября 1983 года — независимое государство «Федерация Сент-Китс и Невис».
В 1998 году был проведён референдум по вопросу выхода острова Невис из состава федерации и образовании на нём независимого государства. «За» проголосовало 62 % избирателей, однако решение не было принято, так как для положительного решения по закону «за» должны проголосовать не менее 2/3 избирателей.

## Политическая структура
Федерация Сент-Китс и Невис — независимый член Британского содружества с 19 сентября 1983 года. Федерация основана на демократической парламентской системе Британии. Глава государства — король Великобритании, представленный генерал-губернатором. Правовая система Федерации основана на английском общем праве, но корпоративное право вобрало в себя как английское, так и американское право, и использует основы законодательства американского штата Делавэр.
Исполнительная власть принадлежит правительству. Глава правительства — премьер-министр, которым становится лидер партии или коалиции большинства, победившей на последних выборах. Члены кабинета назначаются генерал-губернатором после консультации с премьер-министром. Правительство несёт ответственность перед Парламентом. Правительство Великобритании сохранило в своей компетенции вопросы обороны и международных отношений.
Законодательная власть принадлежит парламенту — однопалатному Национальному Собранию. В парламенте 14 мест — 3 депутата назначаются генерал-губернатором (1 по рекомендации лидера оппозиции и 2 по рекомендации премьер-министра) и 11 выбираются на 5-летний срок по одномандатным округам (8 — от Сент-Китса и 3 — от Невиса). Федерация имеет свою систему судов Магистратов и Верховный суд. Первая апелляционная инстанция — Апелляционный суд Сент-Люсии и окончательная — английский Тайный Совет.
Остров Невис имеет собственный парламент — Собрание острова Невис. Пять депутатов избираются населением, а три — назначаются. Остров Невис имеет право на выход из состава федерации.
Основные политические партии: Лейбористская партия, Народная лейбористская партия, Движение обеспокоенных граждан (на о. Невис), Реформистская партия Невиса, Движение народного действия (на о. Сент-Китс), Объединённое национальное движение (на о. Невис).

## Административное деление
Сент-Китс и Невис делится на 14 округов. Девять из них расположены на острове Сент-Китс и пять на острове Невис:
1. Крайст-Чёрч-Никола-Таун (Сент-Китс)
2. Сент-Энн-Сэнди-Пойнт (Сент-Китс)
3. Сент-Джордж-Бастер (Сент-Китс)
4. Сент-Джордж-Джинджерланд (Невис)
5. Сент-Джеймс-Уиндуорд (Невис)
6. Сент-Джон-Капистер (Сент-Китс)
7. Сент-Джон-Фигтри (Невис)
8. Сент-Мери-Кайон (Сент-Китс)
9. Сент-Пол-Капистер (Сент-Китс)
10. Сент-Пол-Чарлстаун (Невис)
11. Сент-Питер-Бастер (Сент-Китс)
12. Сент-Томас-Лоуленд (Невис)
13. Сент-Томас-Мидл-Айленд (Сент-Китс)
14. Тринити-Палметто-Пойнт (Сент-Китс)

## Географические данные
Сент-Китс и Невис — государство, состоящее из двух островов в группе Наветренных островов в Карибском море. Общая площадь — 261 км² (остров Сент-Китс — 168 км², о. Невис — 93 км²).
Оба острова имеют вулканическое происхождение, гористы.
Остров Сент-Китс вытянут на 37 км с северо-запада на юго-восток. В этом же направлении вдоль его центральной оси простираются сильно расчленённые островершинные горы с высшей точкой страны — потухшим вулканом Льямиуга (1155 м), в кратере которого располагается озеро. Юго-восток острова Сент-Китс представляет собой плоский полуостров (высота не более 22 м), изобилующий солёными озёрами, с неровной береговой линией, образующей много бухт с песчаными пляжами. Песок некоторых пляжей — тёмного, почти чёрного цвета.
Остров Невис лежит в 3 км южнее о. Сент-Китс и отделён от него проливом Те-Нарроус. Остров имеет округлую форму, практически весь массив Невиса образован вулканическими породами древних извержений, в основном вулкана Невис (высшая точка острова, 985 м), а также его боковых жерл — Саддл-Хилл и Харрикейн-Хилл. Вдоль побережья тянется полоса песчаных пляжей.
Оба острова окружены коралловыми рифами (наиболее обширны у северных и западных берегов), а меж ними и берегом простирается мелководная полоса лагун. Оба острова прорезаны многочисленными водотоками, обильно орошающими их территорию, за исключением юго-восточного полуострова, который сух и покрыт зарослями кустарников и трав.
Тропический климат Сент-Китса и Невиса формируется под воздействием пассатов. Климат влажный и жаркий, среднемесячные температуры около +26 °C, изредка понижаясь до +18 °C или увеличиваясь до +32 °C. Осадков от 1500 мм в год на низменностях до 3700 мм в горах. Дождливого сезона как такового нет. Осадки распределяются довольно равномерно на протяжении года.
Подобно другим Наветренным островам, Сент-Китс и Невис находится в полосе прохождения сильных тропических ураганов, которые наиболее вероятны в период с августа по октябрь и иногда причиняют значительный ущерб.
Склоны гор заняты плантациями сахарного тростника и хлопчатника, выше — кустарники и небольшие горные тропические леса.
Растительность во внутренних горных районах островов представлена густыми тропическими дождевыми лесами (растут лианы, манго, хлебное и коричное дерево, тамаринд, авокадо, бананы, папайя). На вершинах гор леса сменяются лугами, а в нижних частях сведены и заменены плантациями сахарного тростника и других сельхозкультур. Особенно распространены они в северной части острова Сент-Китс, представляющей собой пологие волнистые возвышенности. Южные склоны более круты и по большей части покрыты густыми лесами и фруктовыми садами.
На западных склонах острова Невис высятся ряды пальм, образующих настоящий кокосовый лес. Восточные склоны сохранили больше естественных форм местной растительности и по большей части заняты тропическими лесами, кустарниковыми массивами и относительно небольшими сельхозугодиями.
В лесах обитают многочисленные тропические птицы и бабочки, водятся обезьяны-верветки. На побережье гнездятся многие морские птицы, в том числе пеликаны. Акватории изобилуют рыбой.

## Достопримечательности

### Бримстоун — Хилл — Фортресс
Национальный парк и крепость Бримстоун-Хилл — объект Всемирного наследия ЮНЕСКО на острове Сент-Китс (Сент-Китс и Невис), находится рядом с Сэнди-Пойнт-Тауном — вторым по размерам городом на Сент-Китсе.
Форт, известный также как Гибралтар Вест-Индии, был спроектирован британскими военными инженерами, построен в конце XVII века недалеко от побережья — на вершине древнего вулкана высотой 244 метров.

## Экономика
Две традиционные отрасли хозяйства Сент-Китса и Невиса — сельское хозяйство и туризм. Основная сельскохозяйственная культура — сахарный тростник (треть обрабатываемых земель). На острове Невис выращивается хлопчатник, кокосовая пальма, ананасы. Культивируют также кофейное дерево, бананы, арахис, ямс, рис. Развито животноводство — разводят коз и овец. К числу традиционных промыслов относится также рыболовство. Однако сельскохозяйственное производство обеспечивает не более половины внутренних потребностей в продовольствии.
В связи со снижением в последние годы мировых цен на сахар в экономике страны большую роль стали играть туризм (страну посещают около 250 тысяч туристов в год), производство некоторых экспортных промышленных товаров и офшорное банковское обслуживание.
По оценкам, общий объём ВВП в 2009 составил 753 млн долл., а на душу населения — 15,2 тыс. долл (74-е место в мире). В структуре ВВП доминирует сфера услуг (более 70 %), доля промышленности составляет более 25 %, сельского хозяйства — около 3,5 %.
Промышленность в основном занята переработкой сельскохозяйственного сырья: пищевая промышленность производит сахар-сырец, патоку, хлопковое и кокосовое масла, копру. Имеются также небольшие предприятия лёгкой и фармацевтической промышленности. В последнее время начинает развиваться электротехническая промышленность и электроника.
В 2005 году 19 % территории использовалось под пашню, 3 % занимали пастбища, 17 % — леса.

## Внешнеэкономические связи
Сальдо внешнеторгового баланса отрицательное (экспорт уступает импорту почти в 4 раза). Дефицит покрывается обслуживанием туристов и переводами работающих за границей.
Экспорт: сахар, патока, хлопок, хлопковое и кокосовое масло, напитки, табачные изделия, фрукты (в США 40 %, Малайзию 40 %, Канаду 4 %).
Импорт: техника, нефтепродукты, продовольствие, промышленные изделия (из США 47 %, Тринидада и Тобаго 15 %, Великобритании 4 %).
В 2006 году Восточно-Карибские государства, включая Ангилью, Антигуа и Барбуду, Британские Виргинские острова, Доминику, Гренаду, Монтсеррат, Сент-Люсию, Сент-Китс и Невис, а также Сент-Винсент и Гренадины заявили о своем намерении сформировать собственный экономический союз, наряду с членством в Единой экономике Карибского региона.
Входит в международную организацию стран АКТ.

## Транспорт
Транспортное сообщение хорошо развито. Железнодорожный транспорт представлен узкоколейной дорогой, проходящей по побережью островов Сент-Китс и Невис, и обслуживает плантации сахарного тростника и хлопчатника. Протяжённость автомобильных дорог более 300 км, из них примерно треть с твёрдым покрытием. Основные порты — Бастер (остров Сент-Китс) и Чарлстаун (остров Невис). В стране функционируют два аэропорта: международный Голден-Рок в окрестностях столицы и Ньюкасл на о. Невис.

## Население
Численность населения — 49,9 тысяч человек (оценка на июль 2010), из них 37 тысяч проживают на острове Сент-Китс, 13 тысяч — на острове Невис.
Годовой прирост — 0,84 %.
Рождаемость — 14,2 на 1000 (фертильность — 1,79 рождений на женщину);
Смертность — 7,1 на 1000;
Иммиграция — 1,3 на 1000.
В составе населения доминируют (около 90,4 %) чернокожие — потомки африканских рабов, привезённых в XVII—XIX веках для работы на плантациях. Также в стране проживают мулаты (5,0 %), индийцы (3,0 %), другие (1,6 %) — белые (англичане, португальцы, испанцы и другие) и выходцы с Ближнего Востока.
Официальный язык — английский.
Среди верующих преобладают англикане и методисты, есть католики.
Городское население составляет 32 %, сельское 68 %. Крупнейшие города — столица Бастер (население 11,6 тысяч человек) и Чарлстаун (1,3 тысяч человек) Подавляющее большинство населения островов проживает в низменных прибрежных областях и в столице.
| Возраст         | Мужчин | Женщин | Всего  |
| --------------- | ------ | ------ | ------ |
| от 0 до 14 лет  | 6,7    | 5,0    | 27,5 % |
| от 15 до 64 лет | 13,8   | 13,7   | 64,3 % |
| 65 лет и выше   | 1,4    | 2,0    | 8,1 %  |

| Показатель                            | Мужчин | Женщин | Всех |
| ------------------------------------- | ------ | ------ | ---- |
| Средний возраст населения (лет)       | 26,3   | 27,9   | 27,1 |
| Средняя продолжительность жизни (лет) | 69,6   | 75,4   | 72,4 |
| Уровень грамотности, % (1980)         | 97     | 98     | 97,8 |

## Культура

### Образование
Школьное образование бесплатно и обязательно для детей от 5 до 16 лет. Имеется филиал Вест-Индского университета, технический и педагогический колледжи.

## Спорт
Спортсмены Сент-Китс и Невис участвуют в летних Олимпийских играх с 1996 года, всегда только в лёгкой атлетике. На зимних Играх Сент-Китс и Невис представлен не был. На Олимпийских играх Сент-Китс и Невис медалей не выигрывал, а вот на чемпионатах мира по лёгкой атлетике достижения были. Ким Коллинз выиграл золото на дистанции 100 метров на чемпионате мира 2003 года, еще несколько раз был бронзовым призёром чемпионатов мира. В 2011 году Коллинз и его партнёры стали призёрами чемпионата мира в Тэгу в эстафете 4×100 метров (сборные США и Великобритании не сумели финишировать в том забеге).

## Преступность
Преступность в Сент-Китс и Невис высока не только для Карибского региона, но и по сравнению со всей Латинской Америкой.

## Вооружённые силы
Силы обороны Сент-Китс и Невис — 300 военнослужащих. Укомплектована одна пехотная рота (состоит из двух пехотных взводов), вспомогательный взвод, кроме того — береговая стража, имеющая 5 катеров.

## Гражданство
Для стимулирования экономики государства Сент-Китс и Невис был создан фонд диверсификации сахарной промышленности (SIDF), задача которого — модернизация и улучшения сельского хозяйства. Данный фонд является специализированной организацией, цель которого — поддержание программы «Гражданство через инвестиции». Чтобы получить гражданство Сент-Китс и Невис, нужно сделать взнос в Сахарный фонд на сумму от 250 тыс. долл. США до 450 тыс. долл. США (сумма зависит от количества членов семьи заявителя). Дополнительно оплачиваются различные правительственные сборы, которые составляют не более 10 % от основной суммы взноса. Существует второй способ получения гражданства — приобретение недвижимости, минимальная стоимость которой должна составлять 400 тыс. долл. США. Через 5 лет новый гражданин Сент-Китс и Невис может продать недвижимость с сохранением права гражданства, а также новый покупатель обладает таким же правом получения гражданства. Существует также вариант получения гражданства через вклад в помощь пострадавшим от урагана (особый фонд HRFIC). 31 марта 2018 года Фонд помощи пострадавшим от последствий урагана прекратил свое существование, вместо него был учрежден Фонд экономического развития. Для получения гражданства нужно внести в этот Фонд одноразовый безвозвратный взнос в размере $150 000 на основного заявителя, $25 000 на супругу, $10 000 на каждого дополнительного члена семьи вне зависимости от возраста. Дополнительно нужно оплатить сборы за проверку благонадежности заявителя.
Из-за большого числа мошенничеств, особенно в интернете, правительство Сент-Китс и Невиса опубликовало список уполномоченных агентов, которые единственные имеют право на работу с программой «Гражданство за инвестиции».

### Примеры получения гражданства Сент-Китса и Невиса за инвестиции
28 апреля 2014 года была опубликована информация о том, что основатель российской социальной сети «ВКонтакте» Павел Дуров получил гражданство островного государства за инвестиции в промышленность в размере 250 000 долларов США.